# 開通県
開通県（かいつう-けん）は中華人民共和国吉林省にかつて存在した県。

## 歴史
清代は科爾沁右翼前旗の游牧地とされた。1904年（光緒30年）7月4日、盛京将軍の奏准により、洮南府東南120里の哈拉烏蘇に開通県が設置され、翌年10月5日、七井子（現在の富平鎮）で県署による行政事務が開始された。
中華民国が成立すると、1914年（民国3年）6月に奉天省洮昌道の管轄とされ、1929年（民国18年）2月、道制の廃止に伴い遼寧省の直轄とされた。
1932年（大同元年）、満州国が成立すると奉天省の管轄とされたが、1934年（康徳元年）12月に新設された竜江省に移管されている。
1945年（民国34年）、日本の敗戦と満州国の崩壊に伴い中華民国は施政権を回復したが、まもなく始まった国共内戦の結果、開通県は中国共産党の解放区とされ、嫩江省の管轄とされ、1946年1月に吉江行政区、3月に嫩南行政区、5月に嫩江省、6月に遼吉行政区、1947年1月に遼北省、1948年7月に嫩江省、1949年5月に黒竜江省に移管されている。
1954年9月15日、吉林省に移管され白城専区の管轄とされた。1958年11月21日、開通県は瞻楡県と合併し通楡県が誕生した。